# Skriðdals- og Breiðdalsvegur
Der Skriðdals- og Breiðdalsvegur ist eine Hauptstraße im Osten von Island.
Sie war bis zum November 2017 ein Teil der Ringstraße.
Zur Ringstraße wurde ein Teil des Norðfjarðarvegurs , etwa bis in den Reyðarfjörður und der gesamte Suðurfjarðavegur  mit dem Fáskrúðsfjarðargöng.
Der der frühere Verlauf der Ringstraße hat seit der Umwidmung die Nummer , die vorher nicht vergeben war.
Die Strecke von Egilsstaðir nach Höfn í Hornafirði beträgt 254 km über die Ringstraße  und 10 km weniger über den Skriðdals- og Breiðdalsvegur , von dem 24 km noch nicht asphaltiert sind.
Auf dieser Straße gibt es noch einspurige Brücken, sie hat Gefälle bis zu 12 % und ist im Winter nicht immer passierbar.
Der Skriðdals- og Breiðdalsvegur führt von Egilsstaðir weiter geradeaus nach Süden während die Ringstraße bei einer Tankstelle nach Osten abzweigt.
Sie verläuft östlich des Lögurinn und vom Hallormsstaðaskógur.
Der Upphéraðsvegur  zweigt nach Westen ab und führt über die Austurleið  bis zur Kárahnjúkar-Staumauer.
Der Þórdalsheiðarvegur  führt nach Osten in den Reyðarfjörður, ist eigentlich nur im Sommer befahrbar.
An der Brücke über die Vatnsdalsá beim See Skriðuvatn endet der feste Straßenbelag.
Der Axarvegur  zweigt nach Westen ab und verkürzt den Weg nach Höfn auf 187 km, von denen 28 km ohne festen Straßen Belag sind.
Er ist besonders im Winter nicht leicht befahrbar, soll aber ausgebaut werden.
Den Abfluss aus dem See Heiðarvatn bildet die Breiðdalsá, der Hauptfluss im Breiðdalur.
Auf der Breiðdalsheiði steigt die Straße bis auf eine Höhe von 470 m an.
Beim Suðurbyggðarvegur  beginnt wieder die Asphaltierung.
Nach 81 km endet diese Straße wieder am Hringvegur .